# Forza Motorsport 7
『Forza Motorsport 7』（フォルツァ モータースポーツ 7）は、マイクロソフトより2017年10月3日に発売されたXbox One、Windows 10 PC用レーシングシミュレータゲーム。Forza 7と略される。2015年に発売されたXbox One用ソフト『Forza Motorsport 6』の続編。今作のカバーカーは2018 ポルシェ・911 GT2RSである。

## 概要
マイクロソフトが開発・発売しているドライビングシミュレータゲーム『Forza Motorsports』シリーズの7作目。市販車、ビンテージカー、レーシングカー等のクルマを操作し、実在のサーキット上でレースを行う。700車種以上のクルマ、30のロケーション、300種以上のドライバーギアを収録している。収録されているロケーションはフォトグラメトリ技術により忠実に再現されており、実在の国際サーキットの他にオリジナルのコースも存在する。『Forza Motorsport』シリーズとしては初めて本作からWindows 10 PC版が同時発売された。アルティメット・エディションは正式発売日前の2017年9月29日に発売され、早期アクセスが可能であった。
2021年9月15日、サードパーティとのライセンス契約満了により、Microsoft Storeでの販売、そしてXbox Game PassのラインナップからDLCなどを含めて終了。Xbox one版はディスクを購入すれば新規にプレイする事も可能だが、Windows版はダウンロード販売のみのため新規にプレイする事はできない。

## 本作からの新要素
- ナンバリングタイトルとしては初めてXbox One版、Windows 10版共にネイティブ4K(Xbox One版はXbox One Xで実行した場合のみ)/60fps、HDRに対応した[3]。(但し、HDRはスピンオフ作品であるForza Horizon 3の方が先に対応している。)
- シリーズで初めてWindows 10 PC版が発売された[3]。(スピンオフ作品を含めるとForza Horizon 3が初となる。)
- Xbox One版とWindows 10版の両機種間におけるマルチプレイ(クロスプレイ)に対応[4]。
- 21:9アスペクトのディスプレイ出力に対応[4]。
- Windows 10版は120Hz以上のフレームレートに対応[5]。
- 11/7のXBOX ONE Xの発売に伴い、XBOX ONE X ENHANCEDが実装された。これにより4k解像度に適した新たなテクスチャ、背景オブジェクトの強化、遠距離背景の鮮明化、雨天時のライトの点灯、

車両のインテリアや計器類の鮮明化、バックミラー、サイドミラー、雨天時のフロント、サイドガラスにつく雨の高フレームレート化などが強化された。＊XBOX ONE Xで実行した時のみ
- ダイナミックレースウェザーが実装された。これによりシリーズで初めて天候、時間の動的変化が実装。雨のレースでは刻々と天候が変化していくため、路面のコンディションが複雑化、

よりシビアなステアリング操作が求められる。前作の道を塞ぐような水たまりは無くなったが、動的変化の導入で、雨の降り方の強弱で路面の濡れ方、水たまりの深さ、範囲が変わるため、
路面のグリップコンディションや、水たまり侵入時のハイドロプレーニング現象のステアリングへ与える影響が周回ごとに変化、
周回ごとに走行ラインや、アクセルを開けるタイミング、減速時のブレーキングポイントを変える必要性がある。
- 天候変化の詳細。
  - 主に日、雨、夜の三つに分かれる。
  - 日は、"晴れ"ではなく日の出後から日の入り前の日中を指す。晴れ、薄雲り、曇り、朝焼け、夕焼け、蜃気楼、雲が動く等がランダムで発生する。時間変化は固定。
  - 夜は、日の入り前から日の出までを指す。例えば、日の入り前夕方からスタート、中盤から沈み始め、終盤で夜になる動的変化が起こる。逆もしかり。

しかし、日の入り→夜→日の出のシナリオは無く、あくまでも日の入りから夜、または夜から日の出の動的変化に固定される。
夜中のみ、日が沈みかける夕方のみの動的無しのシナリオもある。
  - 雨は、薄雲り、雲天、曇り時々晴れ、雲、雷雲、低霧、薄霧、濃霧、夏の霧雨、霧雨、小雨、雨、土砂降り、雨と稲妻、雨と雷光の15種類から構成され、FORZAドライバーズカップの雨レースでは

これらがランダムで変化していく。フリープレイにおいては、天候シナリオをプレイヤーが設定できる。シナリオは序盤、中盤、終盤に分かれ、天候変化の見込みもパーセントで設定できる。
  - 天候変化、時間変化は、天候変化は日中、時間変化は夜に固定。夜の雨は無く、時間も一日を通しての動的変化は無い。フリープレイでの日、夜は、雨のように細かくシナリオは設定できず、いずれもランダム発生。
- プレイヤーの分身となるドライバーのカスタマイズ要素、ドライバーギアの導入。スーツ、ヘルメット(スーツとヘルメットは別々には変更不可)、性別などを変更でき、300種以上のパーツが用意されている。
- 鈴鹿サーキット、ムジェロ・サーキット、メイプルバレー・レースウェイがForza Motorsport 4以来の復活となった。
- シリーズで初めて橋本コーポレーションのRocket Bunny、Liberty WalkのLB-WORKS、LB★PERFORMANCEのボディキットが実装された。(スピンオフ作品を含めるとForza Horizon 3が初出。)
- ホモロゲーションシステムが採用。今作から各レースイベントの規定がさらに細かくなった。ホモロゲーションは、各レースイベントにおいて全車両が同じ条件になるように自動でセッティングしてくれるシステム。もちろん規定に合わせればマニュアルセッティングもできる。
- 今作から"カーコレクション"が導入。シリーズを通して車の購入は、レースやライバルイベント等をこなしクレジットを貯めて車を購入する流れであった。今作もこの流れは変わらないものの、

カーコレクションの導入により各車両にランク付けがおこなわれた。このランク付けの導入により、カーコレクターレベルを上げて各階級をアンロックしていかなければ、車両の購入が出来なくなった。
カーコレクション内の車両には、カーディーラーでは購入出来ない車両(レアカー)も含まれており、これは毎週更新される専門ディーラーでしか購入できなかったが、2018年7月11日のアップデートで、通常のカーディーラーでも購入可能となった。
レジェンダリーカーのFORZAエディション車両は、基本的にレースリワードとして贈られるので、ディーラーでの購入は出来なかったが、2019年4月2日(日本では4月3日)のアップデートにて購入可能となった(但しFORZA ドライバーズ カップのリワードとして貰えるクルマは除く。「2017 Acura NSX Forza エディション」「2017 Ford GT Forza エディション」など)。
- スーパーイージーモードが導入され、全くの初心者でもドライブラインから外れることなく走り切り、ゴールすることができる。
- ダイナミックカメラ(ゲーム内ではモーションエフェクト)により、走行時の挙動や、衝突時の衝撃の迫力が上がった。(ノーマル、シミュレーション、オフで設定できる)
- コリジョンカメラが導入され、路面の凹凸による車体やパーツの微振動を再現する。
- 車内視点に新たにハンドルなしのものが加わった。これにより、内装が見えながらも視界がよりボンネットに近づき、開けた視点で運転できるようになった。
- 音声はすべて録音しなおされた。パーツの微振動や小石がぶつかる音が新たに加わった。
- サーキット上でForza Vistaを展開し、鑑賞できるようになった。
- 本作ではアシストの変更(シフト、リワインドの有無など)は、レース前だけでなくレース中にも変更できるようになった。それに伴い、ボーナスの増減に影響するのはDrivaterのレベルだけとなった(前作まではアシスト全体だった)。

## アシスト・機能

### オート・ブレーキ
- Forza Motorsport 3から採用されている。カーブの手前で自動的にブレーキがかかりカーブを曲がれる速度まで減速する。

### 推奨ライン
- コース上に理想的な走行ライン（所謂レコードライン）が描かれ、加速(緑)と減速(黄→赤)のタイミングをラインの色で表示される。設定によりブレーキ時のみ表示したり、ラインなしも選択できる。

### リワインド
- ドライビング中にトラブルが起きた際に、その前まで巻き戻しができるアシスト機能。

### スーパーイージーモード
- ステアリング、アクセル、ブレーキ全てにアシストが入り、車の操作が非常に簡単になる。レースゲーム初心者や、まったくプレイしたことがない人の裾野を広げる。

### Drivatar
- プレイヤーの分身となるAIを作成する機能。クラウドサーバーを通じ、プレイヤーのドライビング特性を自動で蓄積・解析し、走り方のクセなどを再現する。そのためDrivatarAIは人間らしい動きを見せる（プレイ時間に比例して精度が高くなり、常時変化する）。また、自分がゲームをしていない間、自身のDrivatarが全世界のプレイヤーのレース内に登場し、順位に応じたゲーム内通貨を獲得する。オンライン上にフレンドがいる場合も、相互のDrivatarがお互いのゲーム内に登場する。
- 設定により対戦相手の強弱が数段階から選択できる。それにより、賞金がアップしたり差し引かれるシステムとなっている。上記の他にABS、STM、TCS、マニュアル・オートマチックも選択が可能。

### MOD
- そのプレイヤーの１レースにおいてある制限や特定の課題を最大３つ持たせることができ、そのレースで取得できるクレジットや経験値を増やすことができる機能。デメリット無く単純に報酬がアップするものも存在する。スーパーレア、レア、アンコモン、コモンとランク付けがあり、レアリティが高い前者ほど効力が大きい（課題タイプのものはより厳しくなる）。基本的な概念はForza Motorsport 6などと同じだが、今作は１回か３回の使用回数が設けられておりレース毎に消費するようになった。従ってその都度ゲーム内のクレジットでMODのパックを購入する必要がある。ただし達成できなかった項目に関しては消費されない。また雨天が存在しないコースは雨天用のMODは設定することができない。

### プライズスピン
レースやタイムトライアル等の各イベントで経験値を稼ぎ、
目標経験値に達すると、車(無料ではなくクレジットが必要)、クレジット、ドライバーギアのどれかを選ぶ方式。
コレクターレベルを上げていくと、リワード用車両のクレジットディスカウントの金額が増えていく。
ある一定のレベルにまで達すると、ドライバーギアがもらえなくなるが、代わりにMODカードがもらえるようになる。

### Seed the Grid
マルチプレイヤーモードでレース開始前にロビーホストがグリッドを変更できる。

## ゲームモード

### シングルプレイヤーモード

#### Forza Drivers CUP
前作までのキャリアモードに相当するモード。
SEEKER、BREAKOUT、EVOLUTION、DOMINATION、MASTERS、FORZAの６チャンピオンシップ２周で構成され、プレイヤーはSEEKERからキャリアを始め、FORZAドライバーズカップを目指す。
二周目からは任意のチャンピオンシップを選択でき、残りのレースや新たに追加されるレース、ショーケース(耐久レースが追加)を進めていく。
二周目からのチャンピオンシップリワードがForzaエディション車両になる。

#### フリープレイ
自由にコース、車両を選び走るモード。
前作よりもコースコンディションや車両設定、レースのルールが細かく決められる様になった。
天候変化シナリオもここで設定する。
今作からは独立したテストドライブモードが無いため、フリープレイかFORZAドライバーズカップ内でのレース設定画面からに変更。

### ライバル
VIP、注目のイベント、スペックチャレンジ、トラックデイ、オートクロス、ドリフトゾーンで構成。
世界中のプレイヤーの更新した記録に挑む。XBOX LIVE シルバー(無料)でプレイ可能。

#### FORZATHON
フリープレイ、マルチプレイヤー、ライバル、リーグなどで、掲示された特定の条件を満たすと、プライズが獲得できる。

#### 画面分割
一つの画面を上下に分割し、オフラインで2人対戦ができるモード。

### マルチプレイヤーモード
- 観戦モード

リプレイ機能と同じクオリティでオンラインレースを観戦できる。2018年2月のアップデートで追加された。

### その他のモード

#### チューニング&アップグレード
チューニング、アップグレードショップ、ホモロゲーションを取得、マイチューン、チューニングをする、ボディプリセットから構成。
ボディプリセットはワイドボディ変更可能な車両に自動でセッティングしてくれる。変更可能な車両はここに表示される。

#### ペイント&カスタマイズ
カスタムカー、ペイント、バイナルグループ作成、マイバイナルグループ、デザインを捜すから構成。
カスタムカーは、車高、エアロ、ホイール等の外観を簡単に購入、変更ができる。すべてのパーツ購入、変更はアップグレードショップでおこなう。

#### カーコレクション
-コモン階級1- 主に一般車、ラリートラック、バギー等173車種
-アンコモン階級2- 一般車、ラリートラック、バギー、WTCC車両等192車種
-レア階級3- 一般車、ラリーカー、ナスカー、V8スーパーカー、フォーミュラE、シルエットフォーミュラ、カンナム、トラック等177車種
-スーパーレア階級4- 一般車、70'sF1、80'sF1、GT3、ルマンプロトタイプ2、インディカー等134車種
-レジェンダリー階級5-　一般車両(高級スポーツカー)、F1、ルマンプロトタイプ1、ビンテージカー、FORZAエディション等133車種

#### プライズパック
所謂ゲーム内のクレジットで購入する「ガチャ」で、中身は「MOD」「ドライバー装備」「バッジ」「クルマ」の中から選ばれ、「ドライバー装備」「バッジ」に関しては、既に持っている場合はそれ相応のクレジットが代わりに手に入る、というものであった。2018年7月のアップデートにより「クルマ」が削除され、11月7日をもって完全に廃止された。

#### レース ショップ
2018年11月7日のアップデートで、「プライズパック」に替わる形で登場。「MOD」「ドライバー装備」「バッジ」を購入できる。6分毎にラインナップが更新され、いずれも1個まで購入可能。なお「ドライバー装備」「バッジ」は、既に持っている場合は、項目が黒くなり選べないようになっており、「MOD」は持っている枚数が右上に表示される。

#### オークションハウス
競売開始、マイオークション、オークションアラート、取引、検索、入札状況、フィーチャー、エリートデザインから構成。

#### 専門ディーラー
一週間限定でレアカーが売り出される専門ショップ。基本的には水曜日にラインナップが更新されるが、それ以外の曜日に更新されることもある（2018年9月11日は火曜日更新であった）。
2018年7月のアップデート以降は、「1958 MG MGA Twin-Cam」と「FORZA ドライバーズ カップ」のリワードで貰えるForza エディション以外のクルマが、通常のディーラーで買えるようになったため、ラインナップは「ジャンルごとに選ばれた4台」を「通常のディーラーより安く、高いコレクターレベル」で買えるようになった。

#### FORZA TV
プレイヤーもしくは他のプレイヤーのリプレイ動画を共有、閲覧したりするモード。

#### FORZAギャラリー
プレイヤーもしくは他のプレイヤーの撮ったフォト画像(Forza7内の)を共有、閲覧するモード。

## 登場コース

### 実在コース
- ホッケンハイムリンク（ドイツ）日/雨
- モンツァ・サーキット（イタリア北部）日
- ニュルブルクリンク 北コース＆GPコース（ドイツ）日/夜/雨
- マウント・パノラマ モーターレーシングサーキット・バサースト（オーストラリア・ニューブランズウィック州）日
- ヤス・マリーナ・サーキット（アラブ首長国連邦）日/夜
- スパ・フランコルシャン（ベルギー）日/夜/雨
- カタルーニャ・サーキット（スペイン・カタルーニャ州）日
- ラグナ・セカ（アメリカ・カリフォルニア州）日
- ロングビーチ市街地コース（アメリカ・カリフォルニア州ロングビーチ）日
- インディアナポリス・モーター・スピードウェイ（アメリカ・インディアナ州）日
- ワトキンズ・グレン・インターナショナル（アメリカ・ニューヨーク州）日
- デイトナ・インターナショナル・スピードウェイ（アメリカ・フロリダ州）日/夜
- 鈴鹿サーキット（日本・三重県）日/雨
- ロード・アメリカ（アメリカ・ウィスコンシン州）日
- ロード・アトランタ（アメリカ・ジョージア州）日
- セブリング・インターナショナル・レースウェイ（アメリカ・フロリダ州）日/夜/雨
- ソノマ・レースウェイ（アメリカ・カリフォルニア州）日
- ライム・ロック・パーク（アメリカ・コネチカット州）日
- サーキット・オブ・ジ・アメリカズ（アメリカ・テキサス州）日/夜
- シルバーストン・サーキット（イギリス）日/雨/夜
- ムジェロ・サーキット（イタリア）日
- ブランズ・ハッチ（イギリス）日/雨
- サルト・サーキット&ブガッティ・サーキット（フランス）日/夜/雨
- TopGearテストトラック（イギリス/BBC番組のTop Gearのコース）日/雨
- バージニア・インターナショナル・レースウェイ（アメリカ・バージニア州）日/夜/雨
- ホームステッド＝マイアミ・スピードウェイ（アメリカ・フロリダ州）日/雨

### オリジナルコース
- プラハ/市街地コース（チェコ）日
- リオデジャネイロ/市街地コース（ブラジル）日
- ベルナー・アルプス/山岳コース（スイス）日
- テスト・トラック・エアフィールド/廃飛行場（アメリカ）日
- ハフィート・マウンテン・パス/山岳コース（アラブ首長国連邦）日
- メイプルバレー・レースウェイ/サーキット（アメリカ）日/雨

Forza Motorsport 4までとは、ピットレーンの位置(本作では右側)が異なる。

## 登場メーカー
| - アバルト - アキュラ - アルファロメオ - アルミクラフト - AMC（アメリカン・モーターズ・コーポレーション） - アリエル - アストンマーティン - アウディ - アウトウニオン - BAC(Briggs Automotive Company) - ベントレー - BMW（Bayerische Motoren Werke AG、バイエルン発動機製造株式会社） - ボウラー - ブラバム - ブガッティ - ビュイック - キャデラック - ケータハム - シャパラル - シボレー - クライスラー - ダットサン - ダッジ - ドンカーブート - イーグル - イーグル・ウェスレイク - フェラーリ - フィアット - フォード - フォーミュラE - GMC（ゼネラルモーターズ・トラック・カンパニー） - ヘネシー - ホールデン - ホンダ - フーニガン - HSV（ホールデン・スペシャル・ビークルズ） - ハマー - ヒュンダイ/現代自動車 - インフィニティ - ジャガー - ジープ - ケーニグセグ - KTM Sportmotorcycle AG(Kronreif & Trunkenpolz Mattighofen) - ランボルギーニ - ランチア | - ランドローバー - ローカルモーターズ - ローラ - ロータス - マセラティ - マツダ - マクラーレン - メルセデス・ベンツ（メルセデスAMG） - MG（モーリス・ガレージ） - マーキュリー - メルクール - メイヤーズ・マンクス - ミニ - 三菱 - 日産 - ノーブル・オートモーティブ - オールズモビル - オペル - パガーニ - ペンホール - プジョー - プリムス - ポラリス・インダストリーズ - ポンティアック - ポルシェ - ラディカル - ラム - ルノー - RJアンダーソン - ロールスロイス - サリーン - スパニア（GTAカーズ） - サンビーム - シェルビー - SRT（ストリート・アンド・レーシング・テクノロジー） - スバル - トヨタ自動車(主にレース車両が実装。SUV車を除く一般車は無し） - タモ - TVRモーターズ・カンパニー - ウルティマ - ボクスホール - フォルクスワーゲン - ボルボ - Wモーターズ - ゼンヴォ・オートモティブ |

## レアカー
「専門ディーラー」で週ごとに期間限定で販売されている車。ゲーム内で貯めたクレジットで購入できる。またForzathonの景品としても入手可能
| - 1971 Ford Falcon XY GTHO Phase III - 2010 Mazda MX-5 Super20 - 1995 Nissan NISMO GT-R LM - 1986 BMW M635 CSi - 1984 Honda Civic CRX Mugen - 2012 Mercedes-Benz C 63 AMG Black Series - 1970 Chevrolet El Camino Super Sport 454 - 2015 McLaren 570S Coupé - 2009 Pagani Zonda Cinque Roadster - 1964 Chevrolet Impala Super Sport 409 - 1969 Dodge Charger Daytona HEMI - 1963 Ferrari 250LM - 2012 Lamborghini Aventador LP700-4 - 1996 Nissan Silvia K's - 2012 Porsche 911 GT3 RS 4.0 - 2008 Lamborghini Reventon - 2016 Nissan Titan Warrior Concept - 2005 Subaru Impreza WRX STi - 2009 Ferrari 458 Italia - 2005 Subaru Legacy B4 2.0 GT - 2005 TVR Sagaris - 1974 Lancia Stratos HF Stradale - 1973 Nissan Skyline H/T 2000GT-R - 2012 Land Rover Range Rover Supercharged - 2009 MINI John Cooper Works - 2016 Rolls-Royce Dawn - 2017 Porsche #92 Porsche GT Team 911 RSR - 2010 Aston Martin One-77 - 2015 Jaguar XKR-S GT - 2014 BMW M4 Coupe | - 2009 Ford Focus RS - 1932 Ford De Luxe Five-Window Coupe - 2012 Pagani Huayra - 1977 Ford Escort RS1800 - 2001 Audi RS 4 Avant - 2000 Lotus 340R - 2004 Honda Civic Type-R - 1987 Nissan Skyline GTS-R (R31) - 2012 Aston Martin V12 Zagato - 1972 Chrysler VH Valiant Charger R/T E49 - 2010 Ferrari 599 GTO - 2000 BMW Z8 - 2016 Koenigsegg Regera - 2013 Audi R8 Coupé V10 plus 5.2 FSI quattro - 2015 Ford Falcon GT F 351 - 2013 Renault Clio RS 200 - 1963 Volkswagen Type 2 De Luxe - 2000 Plymouth Prowler - 1981 Volkswagen Scirocco S - 2018 TaMo Racemo - 2013 Bentley Continental GT Speed - 1954 Jaguar XK120 SE - 1995 Volkswagen Corrado VR6 - 2009 Jeep Grand Cherokee SRT8 - 2011 Audi RS 5 Coupe - 2017 Porsche Panamera Turbo - 2015 Bentley EXP 10 Speed 6 Concept - 2015 Volvo S60 Polestar - 1999 Lamborghini Diablo GTR |

## Forza7 ユニコーンカー
- 1958 MG MGA Twin-Cam

## コラボレート・カー & ドライバーギア
ワイルド・スピード ICE BREAK - The Fate and the Furious カーパックに計10台収録。
Ford ・ Microsoft　- Ford F-150 Raptor
- Xbox One Xのデザインが施されている。米ラスベガスのSEMAショーで披露された。2018年2月にForza7に収録され、プレイヤー全員に無料でプレゼントされる。

Gears of War - レーシングスーツ
- 2017年10月31日までにGears of War 4をプレイしたユーザー全員にコードが配布される。また、同じく2017年12月31日までにプレイしたユーザーにも2018年1月中旬以降にコードが配布される。

HALO - レーシングスーツ
- HALOレーシングスーツ

HALO5、HALOマスターチーフコレクション、HALO WARS2のどれか一つを2017年11/30以前にプレイしている事が入手条件。
- HALOマスターチーフスーツ＆オリンピアヴェイルスーツ

入手には2018/1/3までにライバルイベントをプレイする事が条件。
(12月カーパックチャレンジ、12月バウンティーハンター、Make a Run、コールドランナー(VIP)
Hot Wheels - Hot Wheels カーパックに計7台収録。
Amazon.co.jp限定 - アルティメットエディション・通常版ともに「カスタム Driver Gear 4種セット」がダウンロードできるコードを配信(2018年9月30日まで、現在は不可能)。

## 無料ギフトカー
- 2019 Hyundai Veroster N(Veroster フリーカーパックで配布中)
- 2019 Hyundai Veroster Turbo(Veroster フリーカーパックで配布中)
- 2017 Ford F-150 RAPTOR Project Scorpio Edition
- 2018 Honda Civic Type R
- 1982 Ford #6 Zakspeed Roush Mustang IMSA GT
- 1971 Porsche #23 917/20
- 2019 Porsche 911 GT3 RS
- 1989 Aston Martin #18 Aston Martin AMR1
- 1984 Nissan #11 Skyline Turbo Super Silhouette
- 1986 Merkur #11 MAC Tools XR4Ti
- 2018 #1 BMW M Motorsport M8 GTE
- 2018 Audi #1 Audi Sport RS 3 LMS
- 2017 Ferrari GTC4Lusso
- 2018 Ford Mustang RTR Spec 5
- 2018 Ford #88 Mustang RTR
- 2018 Ford #25 Mustang RTR
- 2018 McLaren Senna
- 1969 Ford Brawner Hawk Ⅲ
- 2019 Chevrolet Corvette ZR1 Pace Car
- 2019 Honda #15 Rahal Letterman Lanigan Racing Dallara
- 2019 Honda #9 Chip Ganassi Racing Dallara
- 2019 Chevrolet #2 Team Penske Dallara
- 2019 Chevrolet #22 Team Penske Dallara
- 2019 Porsche Motorsport 718 Cayman GT4 Clubsport

## DLC
2021年9月15日をもって全DLCの販売が終了。

### VIPメンバーシップ
VIP限定カーパック、VIP限定ドライバーギアとMODが用意されている。それに加え、多くの要望に応える形でVIPメンバーのみ「常に2倍のクレジットボーナスを獲得」するように、アップデートで2017年10月28日に仕様変更された。
VIP限定カーパックは以下の5台が収録されている。
- 2014 BMW M4 Coupé Forza Edition
- 1969 Chevrolet Camaro Super Sport Coupe Forza Edition
- 1992 Ford Escort RS Cosworth Forza Edition
- 2012 Nissan GT-R Black Edition Forza Edition
- 2013 Ram Runner Forza Edition

### Forza Motorsport 7 カーパス
毎月配信予定のカーパックを入手できる。

### Forza Motorsport 7 The Fate and the Furious カー パック[注 2]
- 1966 Chevrolet Corvette The Fate of the Furious Edition
- 1951 Chevrolet Fleetline Special The Fate of the Furious Edition
- 1968 Dodge Charger The Fate of the Furious Edition
- 2018 Dodge Demon The Fate of the Furious Edition
- 2015 Jaguar F-Type R Coupe The Fate of the Furious Edition
- 2014 Local Motors Rally Fighter The Fate of the Furious Edition
- 1971 Plymouth GTX The Fate of the Furious Edition
- 2015 Mercedes-AMG GT S The Fate of the Furious Edition
- 2013 Subaru BRZ The Fate of the Furious Edition
- 2016 Subaru WRX STI The Fate of the Furious Edition

### Forza Motorsport 7　Hoonigan カーパック
計7台＋Hoonigan ドライバー ギアを収録。
- 1965 Hoonigan Ford "Hoonicorn" Mustang
- 1992 Hoonigan Mazda RX-7 Twerkstallion
- 1991 Hoonigan Rauh-Welt Begriff Porsche 911 Turbo
- 1978 Hoonigan Ford Escort RS1800
- 1972 Hoonigan Chevrolet "Napalm Nova"
- 1955 Hoonigan Chevrolet Bel Air
- 2003 Hoonigan Holden Commodore Ute

### Forza Motorsport 7　Veroster フリーカーパック(無料配信)
- 2019 Hyundai Veroster N
- 2019 Hyundai Veroster Turbo

### 2017年11月DLC/Forza Motorsport 7　Samsung QLED カーパック
- 1957 Maserati 250F
- 2017 ABARTH 124 SPIDER
- 2015 Honda Ridgeline BAJA TROPHY TRUCK
- 1984 Nissan #20 Coca-Cola BLUEBIRD Super Silhouette
- 1978 Porsche #78 MOMO 935/78
- 2016 Toyota Land Cruiser Arctic Trucks AT37
- 2017　Alfa Romeo Giulia Quadrifoglio

### 2017年12月DLC/Forza Motorsport 7　Doritos カーパック
- 2018 Porsche Cayenne Turbo
- 2018 Jeep Grand Cherokee Trackhawk
- 1962 Porsche 804
- 1939 BMW 328
- 1955 Chevrolet 150 Utility Sedan
- 1985 Nissan Safari
- 1926 Bugatti Type 35

### 2018年1月DLC/Forza Motorsport 7 Totino's カーパック
- 2017 BMW #24 BMW Team RLL M6 GTLM
- 1993 Porsche 911 Turbo S Leichtbau
- 1967 Volkswagen Type 3 1600L
- 1970 Citroen 2CV
- 1997 Lotus Elise GT1
- 1967 Nissan R380II
- 1968 Subaru 360

### 2018年2月DLC/Forza Motorsport 7 DELL Gaming カーパック
- 2018 Bugatti Chiron
- 2018 Kia Stinger
- 2016 Audi #17 Rotek Racing TT RS
- 2017 Aston Martin Racing V12 Vantage GT3#7
- 2017 Ram 2500 Power Wagon
- 1968 Holden HK Monaro GTS 327/2018 Dodge Durango SRT

### 2018年3月DLC/Forza Motorsport 7 March カーパック
- 1932 Alfa Romeo 8C 2300 Spider
- 1983 Jaguar #44 Group 44 XJR-5
- 1988 Nissan #33 Bob Sharp Racing 300ZX
- 1977 Brabham #8 Motor Racing Developments BT45B
- 2017 Lincoln Continental
- 2017 Chevrolet Colorado ZR2
- 2017 Volvo XC90 R-Design

### 2018年4月DLC/Forza Motorsport 7 K1 Speed カーパック
- 2018 Honda Odyssey
- 2017 Maserati Levante S
- 1966 Porsche 906 Carrera 6
- 1948 Ferrari 166 Inter Sport
- 1980 Porsche 924 Carrera  GTS
- 1976 Chevolet #76 Greenwood Corvette
- 1985 Nissan #83 Electramotive Engineering GTP ZX-Turbo

### 2018年7月DLC/Forza Motorsport 7 TopGear カーパック
- 2017 Ferrari 812 Superfast
- 2018 McLaren 720S
- 2017 Vuhl 05RR
- 2018 Exomotive Exocet Sport V8 XP-5
- 1958 Alfa Romeo Giulietta Sprint Veloce
- 1964 Porsche 904 Carrera GTS
- 2018 KTM #22 True Racing X-bow GT4

### 2018年10月DLC/Forza Motorsport 7 Formula Drift カーパック
- 1989 #98 BMW 325i
- 1995 #118 Nissan 240SX
- 1996 #232 Nissan 240SX
- 1997 #777 Nissan 240SX
- 2006 #43 Dodge Viper SRT10
- 2016 #530 HSV Maloo GEN-F
- 2015 #13 Ford Roush Mustang

### 2018年11月DLC/Forza Motorsport 7 Hot Wheels カーパック
- 2011 Hot Wheels Bone Shaker
- 2017 Hot Wheels Rip Rod
- 1969 Hot Wheels Twin Mill
- 2005 Hot Wheels Ford Mustang
- 1969 Hot Wheels Chevrolet Camaro Super Sport Coupe 50th Anniversary Original Version
- 1970 Hot Wheels Chevrolet Corvette ZR-1 50th Anniversary Original Version
- 1963 Hot Wheels Volkswagen Beetle 50th Anniversary Original Version

### 2019年1月DLC/Barrett-Jackson カーパック
- 1963 Shelby Monaco King Cobra
- 1970 Chevrolet Chevelle Super Sport Barrett-Jackson Edition
- 1975 Ford Bronco Barrett-Jackson Edition
- 1932 Ford Custom Double Down
- 1932 Ford Roadster Hula Girl
- 1959 Plymouth Atomic Punk Bubbletop
- 1970 Plymouth Hemi Cuda Convertible

## エディション、バンドルの種類
- 通常版、デラックス版、アルティメット版の3種類があり、エディションによって付属する追加コンテンツや予約特典の有無、パッケージの仕様が異なる。
- デジタル版のみ予約特典のHoonigan カーパックが存在する。(事前予約購入であれば全てのエディションに付属する)
- デジタル版はXbox One版、Windows 10版ともにMicrosoftストアにて販売されている。

### Xbox One版
パッケージ版/ダウンロード版共に通常版とアルティメット・エディションが発売されており、ダウンロード版のみデラックスエディションが発売されている。
アルティメットエディションには
- Steelbook特製ケース(パッケージ版のみ)
- 早期アクセス
- カーパス (毎月配信されるカーパック6つ、計42台収録)
- VIPメンバーシップ
- VIP限定カーパック
- The Fate and the Furious カー パック
- Hoonigan カーパック (ダウンロード版のみ)

が同梱。
デラックスエディション(ダウンロード販売のみ)には
- VIPメンバーシップ
- VIP限定カーパック
- The Fate and the Furious カー パック
- Hoonigan カーパック

が同梱される。

### Windows 10版
全てのエディションが販売されている。デジタル版のみの展開となり、Microsoftストアから購入する。

## Windows 10版システム動作環境

### 最小 (ゲームを実行するにはデバイスが最小要件をすべて満たしている必要がある)
- (OS) Windows 10 バージョン 15063.0 以降
- (アーキテクチャ) x64
- (キーボード) 統合キーボード
- (マウス) 統合マウス
- (DirectX) DirectX 12 API、ハードウェア機能レベル 11
- (メモリ) 8 GB
- (ビデオ メモリ) 2 GB
- (プロセッサ) Intel i5-750 2.67 GHz
- (グラフィックス) NVIDIA GT 740 or NVIDIA GTX 650 or AMD R7 250X

### おすすめ（最適な動作を実現するために必要な動作環境）
- (OS) Windows 10 バージョン 15063.0 以降
- (アーキテクチャ) x64
- (キーボード) 統合キーボード
- (マウス) 統合マウス
- (DirectX) DirectX 12 API、ハードウェア機能レベル 11
- (メモリ) 8 GB
- (ビデオ メモリ) 4 GB
- (プロセッサ) Intel i5 4460 3.2GHz
- (グラフィックス) NVIDIA GTX 670 or NVIDIA 1050 Ti or AMD RX 560

## 体験版
2017年9月20日にデモ版が配信された。
3レース選択形式で、ドバイサーキット(ポルシェ・911 GT2RS)、ムジェロサーキット(トラックレース)、ニュルブルクリンクGPサーキット(日産・GT-R GT500)の3レースが体験できる。

## Forza専用アプリ

### Forza Hub
- Forzaシリーズの今までの自分の階級や獲得リワードの確認と獲得、フォトモードや公式サイトと同じ情報の閲覧や商品購入まで、幅広くカバーする専用アプリ。ゲーム内メニューから直接移動できる。